# Bardanjol
Koordinaten: 42° 4′ 42″ N, 19° 34′ 46″ O

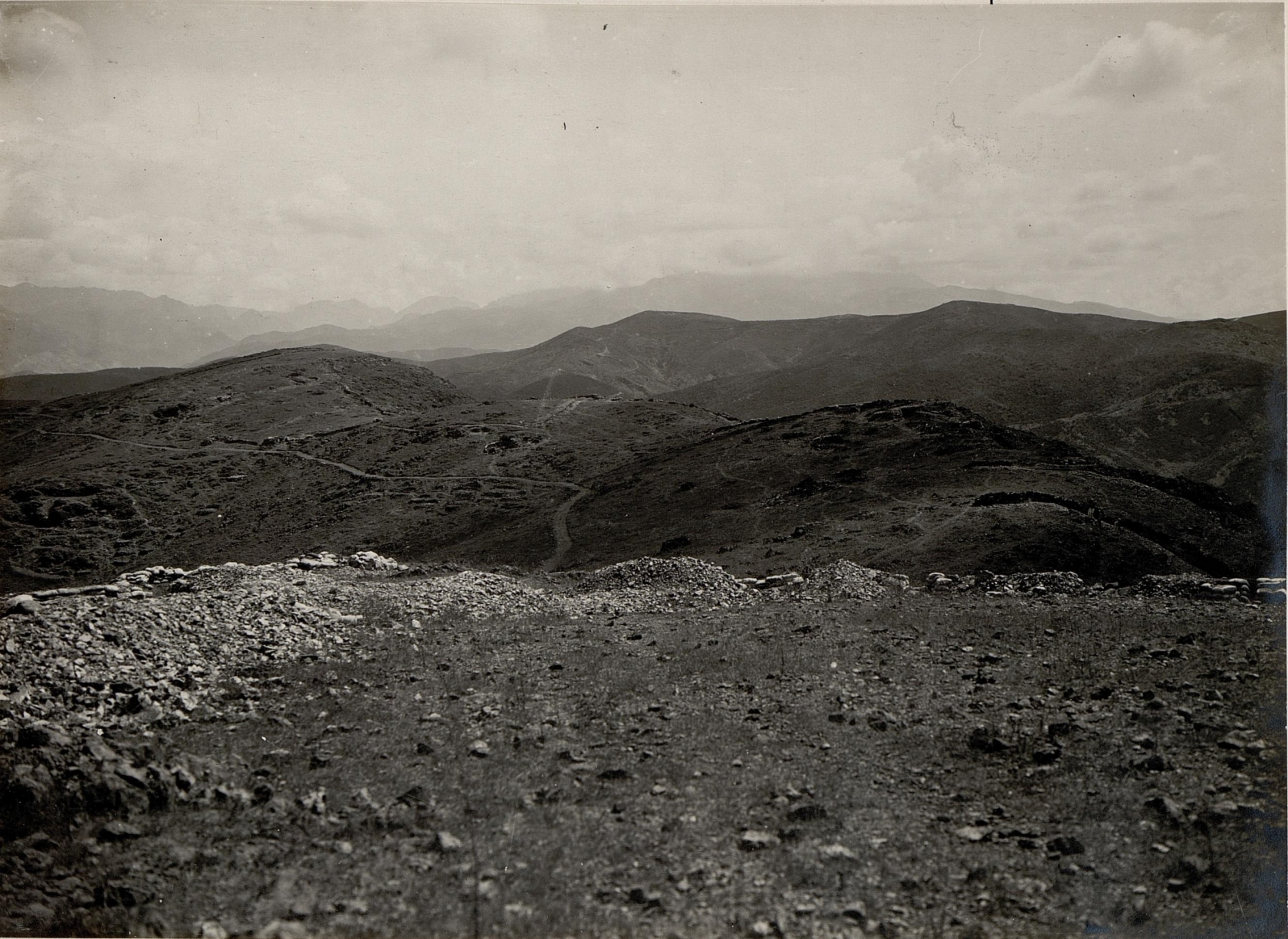
Höhen des Großen und Kleinen Bardanjolt, 1914

Als Bardanjol, auch Bardanjolt, (albanisch Bardhanjorët; alternative frz. Schreibweise: Bardagnol) wird eine sattelförmige Erhebung (Großer und Kleiner Bardanjol) in einer Hügelkette östlich von Shkodra in Albanien bezeichnet, die Schauplatz blutiger Auseinandersetzungen während des Ersten Balkankriegs war. 

## Geographie

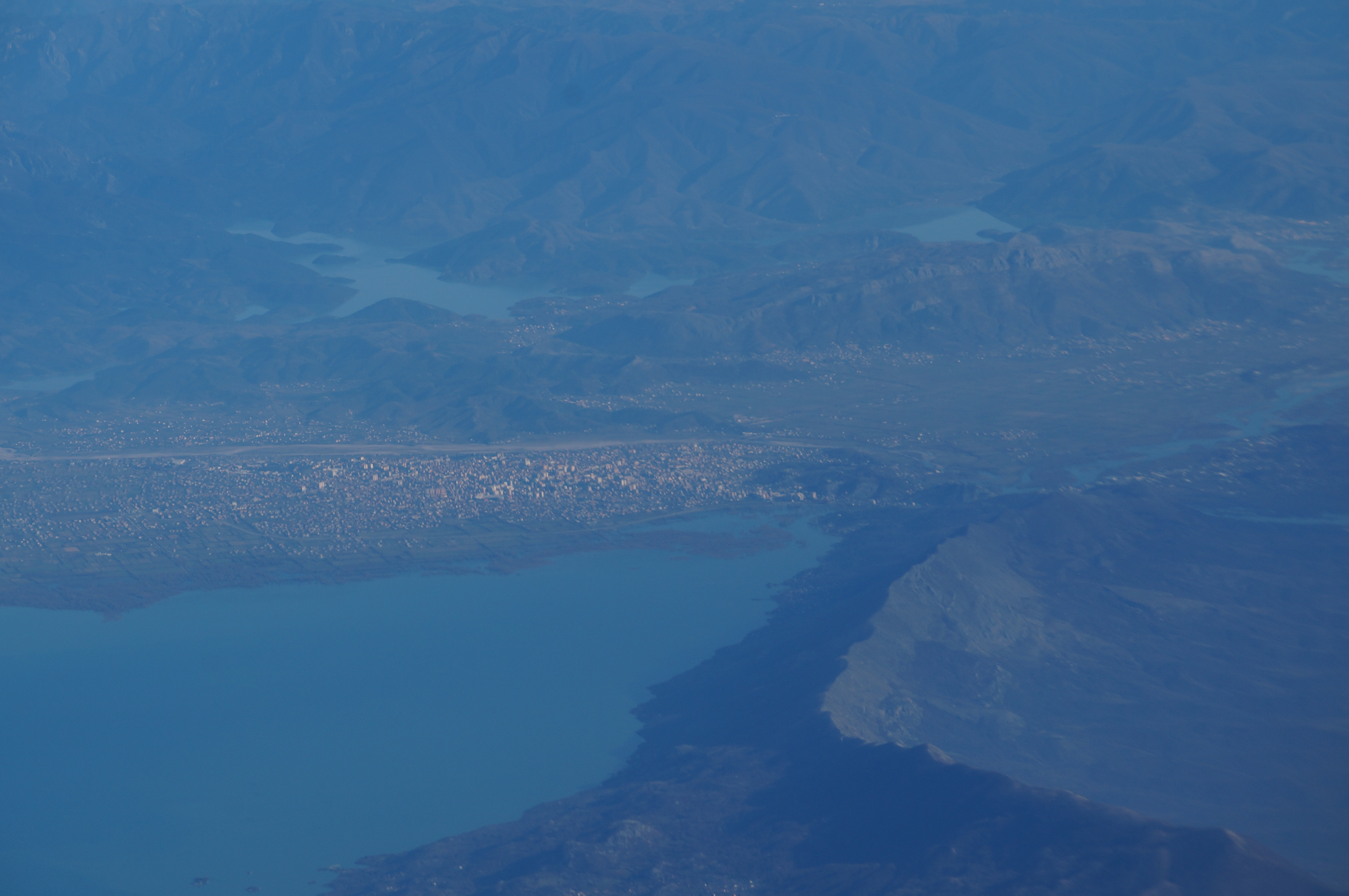
Bardanjol zwischen dem Flussbett des Kir hinter Shkodra und dem Vau-Deja-Stausee

Der Bardanjol ist Teil des Hügelzugs zwischen dem Tal des Kir und des Drin am Rande der Küstenebene. Auf albanischen Karten sind die höchsten Punkte als Maja e Lodërtunës (276 m ü. A.) und als Maja e Bokës (260 m ü. A.) verzeichnet. Der Kleine Bardanjol erhebt sich westlich davon. Mit maximal 189 m ü. A. Höhe ist er deutlich tiefer.
Keine fünf Kilometer im Westen befindet sich die Stadt Shkodra. Am westlichen Fuße des Berges befindet sich der Ort Bardhaj, der auf älteren Karten auch als Bardhanjorët bezeichnet wurde. Im Osten wurde der Drin zum Vau-Deja-Stausee aufgestaut. Im Norden befindet sich das kleinere Reservoir Ujëmbledhës Shtodrit. Die Maja e Bokës fällt gegen Süden steil ab. Südlich davon erhebt sich der Hügel von Gajtan mit Burg und einer prähistorischen Höhle, weiter im Süden jenseits eines tief eingeschnittenen Tals der 540 m ü. A. hohe Mali i Sheldise.
Der das Wort weiß beinhaltende Name Bardhanjorët steht im Gegensatz zum südlichen Nachbarort Gur i Zi (Schwarzer Stein), zu dem Gajtan gehört.

## Geschichte
Genau wie der Berg Tarabosh westlich von Shkodra war die Erhebung des Bardanjol im Ersten Balkankrieg von osmanischen Truppen stark befestigt und wurde Anfang 1913 heftig umkämpft, als serbische und montenegrinische Einheiten Shkodra einzunehmen versuchten. Bei den Sturmangriffen auf den Bardanjol verloren die Serben vom 7. bis zum 9. Februar rund 1800, die Montenegriner vom 10. bis zum 12. Februar 3000 von ursprünglich 9000 Soldaten. Die Eroberung des Bardanjol und der angrenzenden Höhen durch serbische und montenegrinische Truppen ermöglichte den Artilleriebeschuss Shkodras mit 8500 Granaten, bei dem auch die Stephanskathedrale in Shkodra beschädigt wurde. Aber erst nachdem Essad Pascha Toptani gewaltsam den Oberbefehl in Shkodra erlangt und im April kapituliert hatte, konnte die trotz Protests der Großmächte belagerte Stadt eingenommen werden. Die rund 20.000 osmanischen Verteidiger wurden zum Rückzug aus der Region gezwungen.
Egon Erwin Kisch beschrieb im Mai 1913 eindringlich seine Eindrücke bei einem Besuch in Shkodra. Der Offizier und Schriftsteller Karl August von Laffert machte die Bergkette zum Schauplatz seiner 1934 erschienenen Erzählung Der Schuss auf dem Bardanjol.
Für 1917 sind Besitzungen des Jesuitenordens auf dem Bardanjol nachgewiesen.